# Włodzimierz Marszałek (żołnierz AK)
Włodzimierz Jerzy Marszałek (ur. 21 sierpnia 1919 we Włocławku, zm. 17 marca 2005 w Legionowie) – plutonowy podchorąży Armii Krajowej, kawaler Krzyża Srebrnego Orderu Wojennego Virtuti Militari.

## Życiorys
Syn Tadeusza (pułkownika WP) i Władysławy z domu Kowalewicz. Praktykę wojskową odbył w 5 pułku lotniczym i 4 pułku lotniczym. W kampanii wrześniowej zgłosił się ochotniczo w Pińsku do Korpusu Ochrony Pogranicza i otrzymał przydział do kompanii sztabowej Zgrupowania KOP gen. bryg. Wilhelma Orlik-Rückemanna. Uczestnik walk pod Szackiem i Wytycznem. Po rozwiązaniu oddziałów KOP przydzielony do 9 pułku strzelców konnych, w którego szeregach walczył pod Hutą Radoryską. Kilkukrotnie ranny, został wyniesiony z pola bitwy. Po zakończeniu walk wrócił do Warszawy i kontynuował naukę w Szkole Technicznej im. Wawelberga, którą ukończył w 1941.
Od stycznia 1940 działał w konspiracji - w oddziałach „Jerzyki” pod pseudonimem „Zadziora”. Następnie zaprzysiężony w Związku Walki Zbrojnej. Od początku 1940 pracował jako kierownik techniczno-administracyjny w warsztacie mechaniczno-ślusarskim inż. Eugeniusza Ostrowskiego, a od 1 czerwca 1941 w zakładach „Avia” na Pradze (podlegających wówczas niemieckiej firmie Mechanische Werkstätte Neubrandenburg). Przeszkolony na kursie podchorążych rezerwy, został awansowany do stopnia kaprala podchorążego. Organizował III pluton kompanii B-2 batalionu „Bałtyk” (wchodzącego w skład pułku AK „Baszta”). Uczestnik powstania warszawskiego - na stanowisku dowódcy plutonu brał udział w zdobyciu „Królikarni” i szkoły na ulicy Woronicza oraz w próbach przebicia się do Śródmieścia i w walkach w okolicach Parku Dreszera. W latach późniejszych za czyny męstwa wykazane podczas powstania odznaczony został Krzyżem Srebrnym Orderu Wojennego Virtuti Militari.
Po upadku powstania w niemieckiej niewoli (stalag X B). Po wojnie pracował w przemyśle motoryzacyjnym - w Łodzi i w Warszawie. Aktywny w organizacjach kombatanckich. Żonaty z Haliną Kluczyńską, z którą miał syna Marka i córkę Katarzynę.

## Odznaczenia
- Krzyż Srebrny Orderu Wojennego Virtuti Militari
- Krzyż Walecznych
- Krzyż Komandorski Orderu Odrodzenia Polski
- Krzyż Oficerski Orderu Odrodzenia Polski
- Złoty Krzyż Zasługi
- Srebrny Krzyż Zasługi z Mieczami
- Medal Wojska (czterokrotnie)
- Krzyż Kampanii Wrześniowej 1939 r.
- Krzyż Armii Krajowej